# Yudong (métro de Nanning)
Yudong (chinois : 玉洞站 / pinyin : Yùdòng zhàn / zhuang : Camh Yidung) est une station de la ligne 2 du métro de Nanning. Elle est située de part et d'autre du boulevard Yinhai et de la rue Fenghuang, dans le district de Liangqing de la ville de Nanning, en Chine.
Ouverte en 2017, elle comprend trois entrées et une seule plateforme. Avant la prolongation de la ligne du 23 novembre 2020, la station était le terminus sud de la ligne.

## Situation sur le réseau

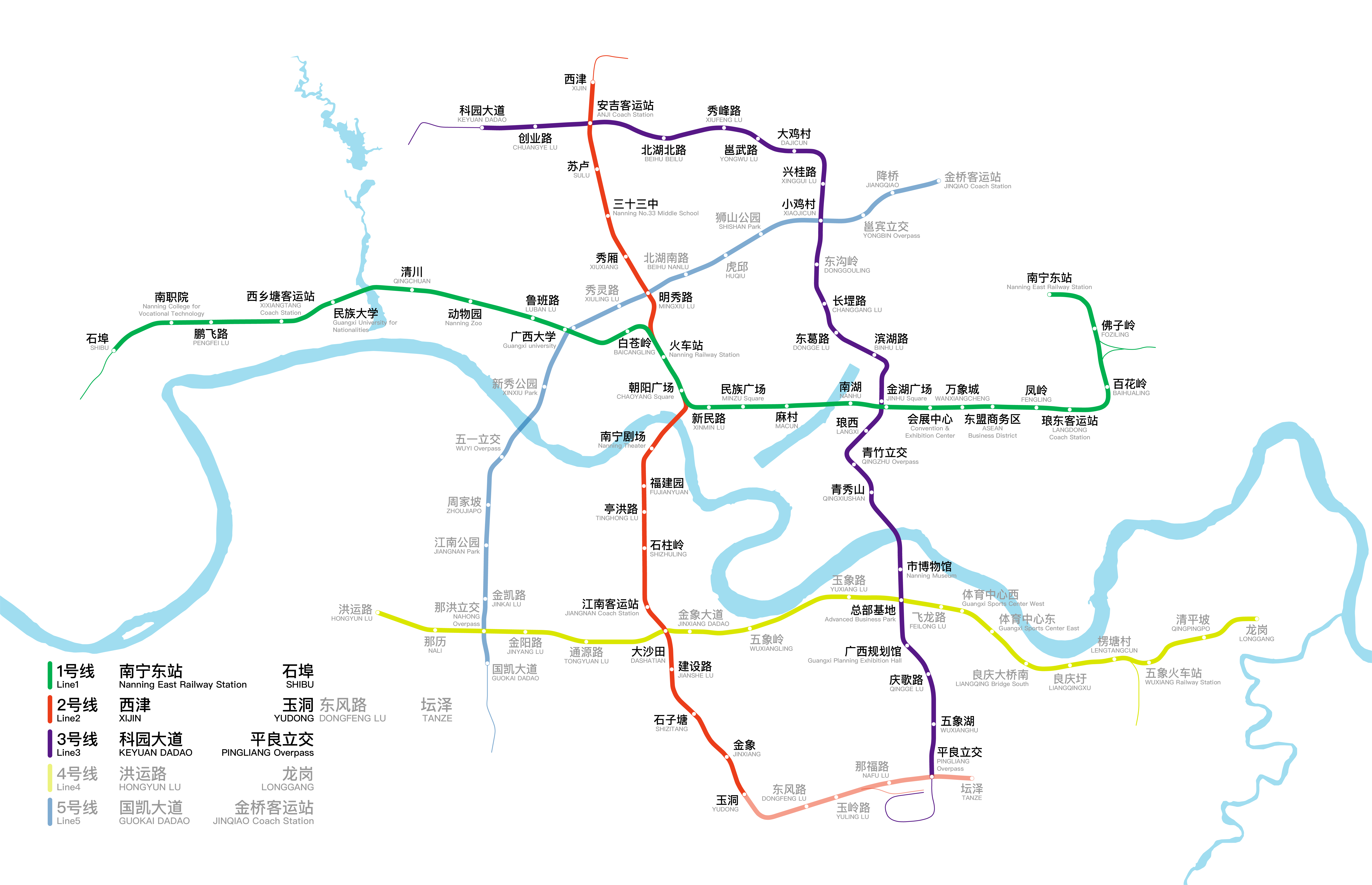
Plan du métro.

Établie en souterrain, Yudong est située sur la ligne 2 du métro de Nanning, entre la station Jinxiang, en direction du terminus nord Xijin (zh), et la station Rue Dongfeng, en direction du terminus sud Tanze.

## Histoire
Le tracé de la ligne est décidé en juin 2014, avec une première phase comprenant 18 stations pour 21,2 kilomètres, coûtant environ 15,5 milliards de yuans. La ligne ouvre officiellement le 28 décembre 2017 avec 17 autres stations. Des tests sont effectués de Yudong à Tanze en juin 2020 en vue du prolongement vers l'est de la ligne.

## Services aux voyageurs

### Accès et accueil
La station est accessible tous les jours, par trois entrées différentes, mais quatre étaient planifiées. Il n'y a pas d'ascenseur pour personnes handicapées pour le moment, mais une est en construction à la sortie C. Elle n'a qu'un quai central.
Station souterraine, elle dispose de trois niveaux :
| Niveau 0   | Entrées et sorties                     | Entrées et sorties                                         |
| Sous-sol 1 | Salle d'accueil                        | Service à la clientèle, boutiques et guichet libre-service |
| Sous-sol 2 |                                        | Ligne 2 Voie 1 : En direction de Xijin (zh)                |
| Sous-sol 2 | Quai central                           |                                                            |
| Sous-sol 2 | Ligne 2 Voie 2 : En direction de Tanze |                                                            |

### Intermodalité
La station est servie par les lignes 31, 32, 34, 41, 65, 71, 79, 80, 99, 122 et 809 du réseau d'autobus de Nanning.

## À proximité
| Numéro                                         | Destinations proches |
| ---------------------------------------------- | --- |
| Sortie A                                       | Boulevard Yinhai (银海大道), rue Yuehu (月湖路), rue Jianye (建业路), 1ère rue Yudong (玉龙一街), 1ère rue Xingye (兴业一街), 2e rue Xingye (兴业二街), Bureau de district de Yudong (玉洞街道办事处), École municipale de Muzizhou (南宁市木子舟学校) |
| Sortie B                                       | Boulevard Yinhai, rue Meiling (美岭路) |
| Sortie C                                       | Entrée fermée |
| Sortie D                                       | Boulevard Yinhai, rue Fenghuang (凤凰路), avenue Yimin (益民街), rue Kangping (康平街), Hôpital de Yudong (南宁玉洞医院), comité du quartier Dashatian de Poyang (大沙田街道坡洋社区居民委员会), Collège technique de l'industrie légère du Guangxi, campus de Wuxiang (广西轻工技师学院五象校区), Centre des affaires gouvernementales de Yudong (玉洞村政务服务中心) |
| Légende： Ascenseur pour personnes handicapées | |